# ジェリー・ブラッカイマー

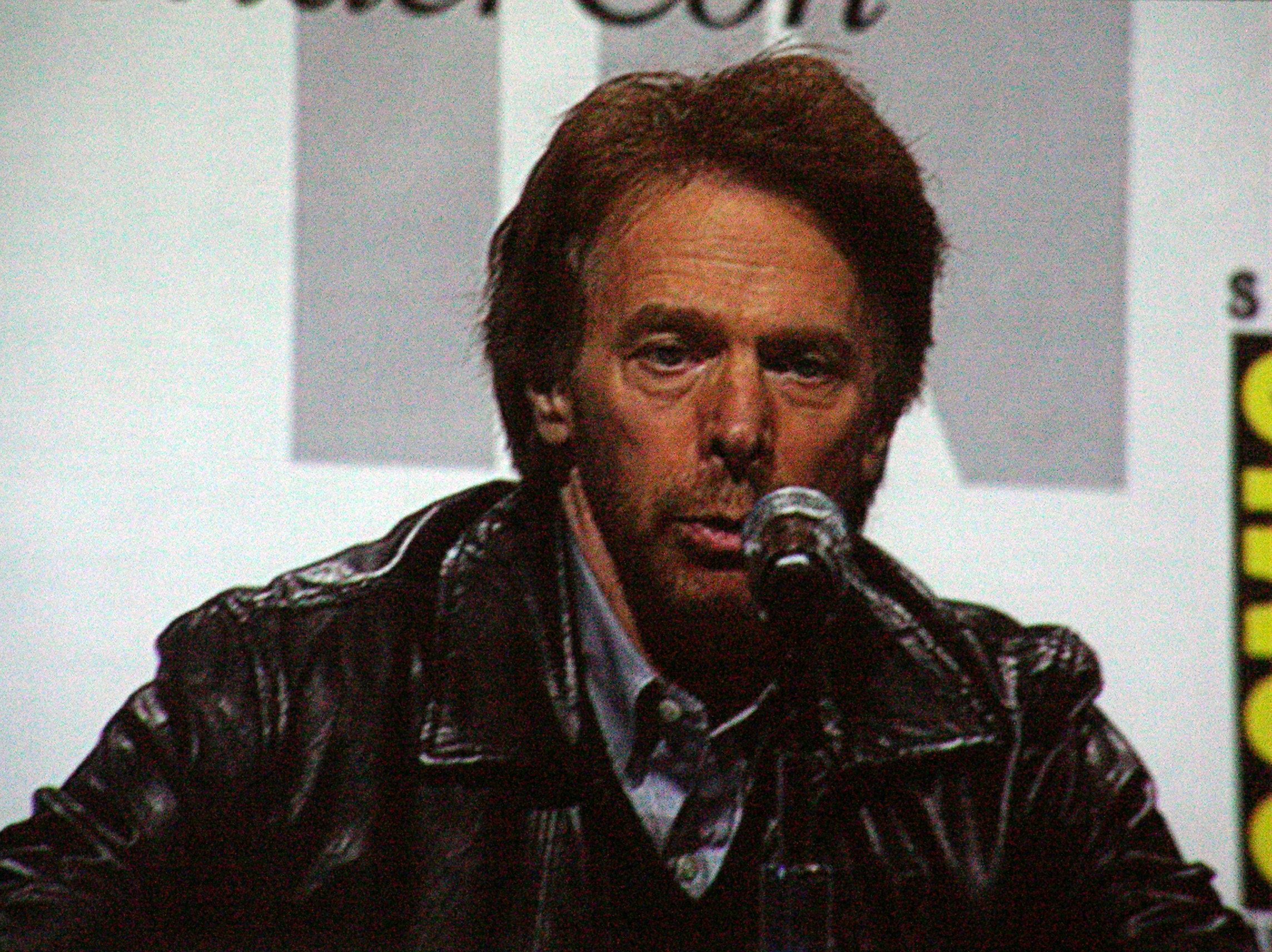
Jerry Bruckheimer at Prince of Persia panel at WonderCon 2010

ジェリー・ブラッカイマー（英語: Jerry Bruckheimer, 本名：ジェローム・レオン・ブラックハイマー（Jerome Leon Bruckheimer、1943年9月21日 - ）は、アメリカ合衆国ミシガン州デトロイト生まれの映画プロデューサー・テレビプロデューサー。
ドイツからのユダヤ人移民の子孫で、本来の発音はブラックハイマー（ドイツ語読みはブルックハイマー）だが、1980年代の映画公開資料で誤った片仮名表記がそのまま使われている。

## プロフィール
幼いころ写真好きのおじにカメラをもらってから写真に熱中するカメラ狂で、至る所でスナップ写真を撮っていた。コンテストにも応募しており、高校生の時にはコダックのコンテストで優勝した。アリゾナ大学で心理学を専攻。卒業後、ニューヨークに移り広告代理店のメール室で働いたが、すぐにコマーシャル・フィルムの製作に従事し、映画制作のきっかけをつかんだ。CF監督として数々の賞を受賞したブラッカイマーはロサンゼルスに移り映画製作に身を投じた。
1980年代から1990年代にかけて、彼はプロデューサー・ドン・シンプソンの製作助手になり、パラマウント映画のために働き一連の大ヒット映画を手がけた。ブラッカイマーの最初の大ヒットは1983年の『フラッシュダンス』であり、立て続けに『ビバリーヒルズ・コップ』（1984年）・『トップガン』（1986年）・『ビバリーヒルズ・コップ2』（1987年）・『デイズ・オブ・サンダー』（1990年）などのヒットを飛ばした。
1996年、ブラッカイマーはドラッグ濫用がひどくなった盟友シンプソンと絶縁した。直後シンプソンが急死したことによりブラッカイマーのキャリアは打撃を受けたが、マイケル・ベイほかミュージック・ビデオ出身の映画監督たちによるアクション映画の製作を続け、『アルマゲドン』・『パイレーツ・オブ・カリビアン/呪われた海賊たち』・『ブラックホーク・ダウン』などの大ヒット作を送り出している。
2013年6月には、ハリウッドのウォーク・オブ・フェームに殿堂入りした。
2021年には新設されたナショナルホッケーリーグ（NHL）のシアトル・クラーケンの共同オーナーとなった。

## 作品の特徴
彼の製作した映画のほとんどは凝った特殊効果の導入による派手なアクション、大ヒットしているポップ・ミュージックを起用したサウンドトラック、カメラ映りのよい俳優たちの起用を特徴としている。このため彼の映画は派手なオープニングと見た目のわりに無内容だとして全米の映画評論家からは酷評されているが、これは彼自身の『映画は極上の娯楽である』というポリシーによるものである。その屈託無く万民受けする映画のスタイルは、結果としてアメリカだけでなく世界中で多くの観客を集めることとなり、収益的には大きな成功を収めているに至っている。
1997年からはテレビへも進出して数多くの警察ドラマを製作し、テレビ界においても大きな成功を収めた。特に『CSI:科学捜査班』は2作のスピンオフがシリーズ化され、3作すべてが高い人気を誇る。テレビドラマにおける彼の作品は、娯楽性を追求をする映画とは異なり、社会に対する問題提起、人間模様や心理の緻密な描写に比重を置いているのが特徴的である。テレビドラマのほかにも『アメージング・レース』（The Amazing Race）のようなリアリティ番組を製作している。
ブラッカイマーが関わる作品にはいくつかの共通した趣向性があり、そのほとんどの作品で、太陽光線や自動車のヘッドライトを渋く光らせる場面を挿入したり、奇抜なカメラアングル、映像処理で随所にフィルターをかけたりと、視覚効果に対する美的な拘りが顕著である。アクション映画におけるカーチェイスシーンや爆破シーンといった見せ場では、より痛快かつ爽快な印象を与えんとするため、過剰なまでに緻密な計算を盛り込んだ密度の高い演出を好み、その撮影に膨大な費用や時間を割くことを惜しまないことで有名である。展開が堅くなりすぎないように演者に細かいところでコミカルなやり取りをさせたり小ネタを挟んで笑いを誘うようなシーンも多く挿入されている。また作品に込める根底のテーマとしては、怠慢な国家や政治の体制を皮肉るものが多いのも特徴である。
共和党支持者であり、2008年アメリカ合衆国大統領選挙では、ジョン・マケインを支持した。『トップガン』、『アルマゲドン』、『パール・ハーバー』、『ブラックホーク・ダウン』などの軍事アクション映画の製作の際、軍や政府機関の協力を得られるのは、この事も関係していると思われる。

## 映画界での高額収入記録
2010年2月、『ヴァニティ・フェア』誌が「2009年に最も稼いだハリウッドの稼ぎ手」のランキングを発表し、3,600万ドル（日本円で約32億4000万円）を稼いで10位にランクインした。この金額は映画のギャラだけでなく、商品のロイヤリティ収入なども含んでいる。
2010年12月、経済誌『フォーブス』が「エンターテインメント業界で最も稼いだ人物」のランキングを発表し、1億ドル（日本円で約82億円）を稼いで6位にランクインした。

## 製作作品

### 映画
- さらば愛しき女よ Farewell, My Lovely（1975）
- 外人部隊フォスター少佐の栄光 March or Die（1977）
- アメリカン・ジゴロ American Gigolo（1980）
- 摩天楼ブルース Defiance (1980)
- ザ・クラッカー/真夜中のアウトロー Thief（1981）
- キャット・ピープル Cat People（1982）
- 病院狂時代 Young Doctor in Love（1982）
- フラッシュダンス Flashdance（1983）
- ビバリーヒルズ・コップ Beverly Hills Cop（1984）
- トップガン Top Gun（1986）
- ビバリーヒルズ・コップ2 Beverly Hills Cop II（1987）
- デイズ・オブ・サンダー Days of Thunder（1990）
- サイレントナイト/こんな人質もうこりごり The Ref（1994）
- バッドボーイズ Bad Boys（1995）
- クリムゾン・タイド Crimson Tide（1995）
- デンジャラス・マインド/卒業の日まで Dangerous Minds（1995）
- ザ・ロック The Rock（1996）
- コン・エアー Con Air（1997）
- アルマゲドン Armageddon（1998）
- エネミー・オブ・アメリカ Enemy of the State（1998）
- 60セカンズ Gone in Sixty Seconds（2000）
- コヨーテ・アグリー Coyote Ugly（2000）
- タイタンズを忘れない Remember the Titans（2000）
- パール・ハーバー Pearl Harbor（2001）
- ブラックホーク・ダウン Black Hawk Down（2001）
- 9デイズ Bad Company（2002）
- パイレーツ・オブ・カリビアン/呪われた海賊たち Pirates of the Caribbean: The Curse of the Black Pearl（2003）
- ヴェロニカ・ゲリン Veronica Guerin（2003）
- バッドボーイズ2バッド Bad Boys II（2003）
- キング・アーサー King Arthur（2004）
- ナショナル・トレジャー National Treasure（2004）
- パイレーツ・オブ・カリビアン/デッドマンズ・チェスト Pirates of the Caribbean: Dead Man's Chest（2006）
- デジャヴ Deja Vu（2006）
- グローリー・ロード Glory Road（2006）
- ナショナル・トレジャー リンカーン暗殺者の日記 National Treasure: Book of Secrets（2007）
- パイレーツ・オブ・カリビアン/ワールド・エンド Pirates of the Caribbean: At Worlds End（2007）
- お買いもの中毒な私! Confessions of a Shopaholic（2009）
- スパイアニマル・Gフォース G-Force（2009）
- プリンス・オブ・ペルシャ/時間の砂 Prince of Persia: The Sands of Time（2010）
- 魔法使いの弟子 The Sorcerer's Apprentice（2010）
- パイレーツ・オブ・カリビアン/生命の泉 Pirates of the Caribbean: On Stranger Tides（2011）
- ローン・レンジャー The Lone Ranger（2013）
- NY心霊捜査官 Deliver Us from Evil（2014）
- パイレーツ・オブ・カリビアン/最後の海賊 Pirates of the Caribbean: Dead Men Tell No Tales（2017）
- ホース・ソルジャー 12 Strong（2018）
- ジェミニマン Gemini Man（2019）
- バッドボーイズ フォー・ライフ Bad Boys for Life（2020）
- シークレット・ヘッドクォーターズ Secret Headquarters（2022）
- トップガン マーヴェリック Top Gun: Maverick（2022）
- アンジェントルメン The Ministry of Ungentlemanly Warfare（2024）
- バッドボーイズ RIDE OR DIE Bad Boys Ride or Die（2024）
- ヤング・ウーマン・アンド・ザ・シー Young Woman and the Sea（2024）
- F1/エフワン F1（2025予定）

### テレビ
- S.O.F. Soldier of Fortune（1997–1998）
- CSI:科学捜査班 CSI: Crime Scene Investigation（2000–2015）
- WITHOUT A TRACE/FBI 失踪者を追え! Without a Trace（2002–2009）
- CSI:マイアミ CSI: Miami（2002–2012）
- コールドケース 迷宮事件簿 Cold Case（2003–2010）
- CSI:ニューヨーク CSI: NY（2004–2013）
- 女検察官アナベス・チェイス Close to Home（2005–2007）
- イレブンス・アワー  Eleventh Hour（2008–2009）
- CHASE チェイス/逃亡者を追え! Chase（2010–2011）
- HOSTAGES ホステージ Hostages（2013–2014）
- CSI:サイバー CSI: Cyber（2015–2016）
- LUCIFER/ルシファー Lucifer（2016–2021）
- ハイタウン Hightown（2020–）